# Tesfaye Abera
Tesfaye Abera, né le 31 mars 1992, est un athlète éthiopien spécialiste des courses de fond. 

## Biographie
Le 24 mars 2013, Tesfaye Abera remporte la médaille d'or par équipes avec l'Éthiopie lors des Championnats du monde de cross-country à Bydgoszcz, en Pologne. 
Le 20 janvier 2016, il remporte le marathon de Dubaï en 2 h 4 min 24 s.

## Palmarès
| Date | Compétition                    | Lieu              | Résultat | Épreuve     | Performance     |
| ---- | ------------------------------ | ----------------- | -------- | ----------- | --------------- |
| 2013 | Championnats du monde de cross | Bydgoszcz         | 14e      | Individuel  | 33 min 35 s     |
| 2013 | Championnats du monde de cross | Bydgoszcz         | 1er      | Par équipes | 38 pts          |
| 2013 | Course Marseille-Cassis        | Marseille, Cassis | 4e       | 20 km       | 1 h 01 min 22 s |
| 2016 | Marathon de Dubaï              | Dubaï             | 1er      | Marathon    | 2 h 04 min 24 s |